# Магнус Вестерманн
Магнус Вестерманн (дан. Magnus Westermann, 13 березня 1995) — данський плавець.
Учасник Олімпійських Ігор 2016 року.